# Croz dell'Altissimo
Le Croz dell'Altissimo est un sommet culminant à 2 339 m, dans le massif de Brenta dans les Alpes rhétiques méridionales, en Italie (Trentin-Haut-Adige). Il est surtout réputé pour sa face sud-ouest, haute de presque 900 m et large de 2 km, qui plonge à la verticale sur la gorge de la Valle delle Seghe.

## Toponymie
Croz signifie dans le dialecte du Trentin « pierre » et altissimo, en italien, « très élevé ».

## Géographie

### Situation
Le Crozz dell'Altissimo appartient à la partie orientale du massif de Brenta qui est formé de deux sous-groupes, séparés l'un de l'autre par le col de Gaiarda. Au nord, le sous-groupe Campa est plus grand et plus solitaire. Le sous-groupe méridional comprend le Croz dell'Altissimo qui en constitue le pilier le plus au sud.
Le Croz dell'Altissimo surplombe de son imposante masse le vaste lac de Molveno.

### Topographie
La montagne possède deux sommets distincts, nord-ouest et sud-est, dont le premier est légèrement plus élevé et sur le second est érigée une croix. Les versants est et nord de la montagne sont assez facilement accessibles aux randonneurs.

### Géologie
Le massif des Dolomites, auquel appartient le Croz dell'Altissimo, est caractérisé par une abondance de dolomie, roche sédimentaire carbonatée.

## Premières ascensions

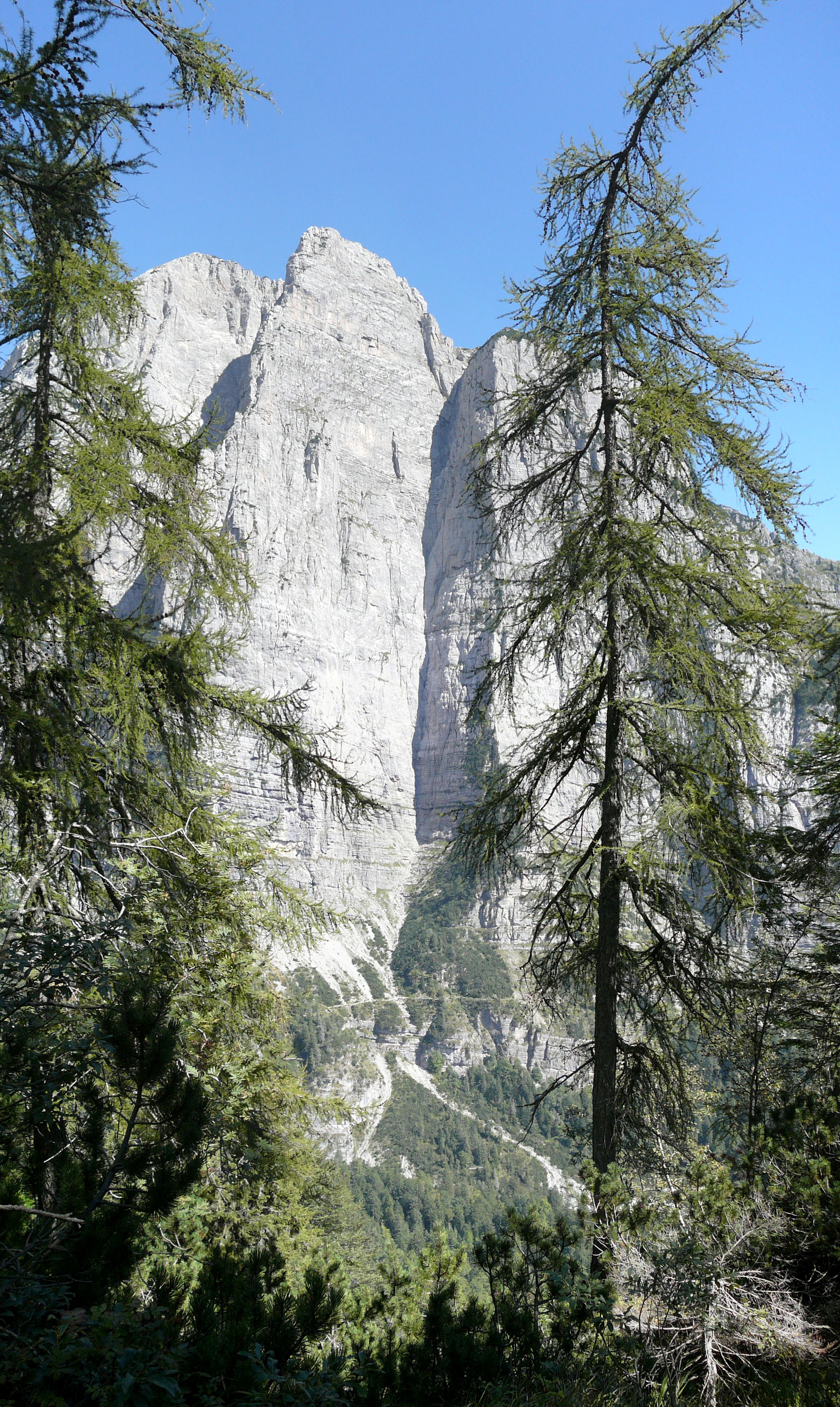
Vue de la paroi sud-ouest du Croz dell'Altissimo.

La première ascension du Croz dell'Altissimo a probablement été réalisée par des bergers ou des chasseurs dans la période précédant le développement l'alpinisme sportif. 
La première ascension de l'imposante paroi sud-ouest a été réalisée le 16 août 1910 par les guides Angelo Dibona et Luigi Rizzi avec leurs clients Guido et Max Meyer de Vienne. La voie ouverte atteint le niveau de difficulté TD+ (très difficile supérieur) encore actuellement, raison pour laquelle Dibona a fait usage de deux pitons.
Autres itinéraires tracés dans la paroi sud et sud-ouest :
- 30 juillet 1936 : paroi sud-ouest du sommet nord-ouest par Bruno Detassis et Enrico Giordani ;
- 1936 : dièdre Armani à droite du pilier central par Matteo Armani et Cornelio Fedrizzi ;
- 1939 : directe du grand pilier de la paroi sud (voie Oppio) par Nino Oppio, Serafino Colnaghi et Leopoldo Guidi ;
- 29 juin 1942 : spigolo Stenico-Furlani le long du dièdre Armani par Marino Stenico et Carlo Furlani ;
- 1994 : paroi sud à droite de la voie Oppio (voie Sinfonia d'Autunno) par M. Pegoretti et E. Covi.

## Alpinisme
La voie normale du sommet sud-est est sans difficulté sur le versant est et un sentier mène au sommet nord-ouest est plus élevé.
La verticale face sud-ouest a attiré de nombreux alpinistes de renom qui ont ouvert des itinéraires de grande difficulté :
- voie Dibona : TD+ ;
- voie Detassis : TD ;
- voie Oppio : TD+ ;
- spigolo Stenico-Furlani : TD ;
- voie Sinfonia d'Autonno : ED.

## Accès
- Refuge Croz dell'Altissimo (1 480 m).